# Montserrat Cinca Pato
Montserrat Cinca Pato (Sabadell, Vallès Occidental, 7 de juliol de 1966) és una atleta catalana especialitzada en curses de fons. Durant la seva trajectòria esportiva ha estat membre del Grup Esportiu Parellada, el Club Atletisme Sant Boi i el Club Atlètic Palafrugell. L'any 2001 guanyà el Campionat de Catalunya d'atletisme de 10.000 metres, i el 2007 el Campionat de Catalunya de muntanya. El 2002 també aconseguí el títol de subcampiona de Catalunya de 10.000 metres, així com el de 10 quilòmetres en ruta l'any 2000, i de mitja marató el 1995. A més d'haver participat en diverses proves de fons de 3000 metres, 5000 metres, 10000 metres i mitja marató, també ho ha fet en proves de duatló i curses populars, i més endavant en competicions per a veterans, quedant com a primera classificada en moltes d'aquestes. Així, el 2007 guanyà els 5.000 metres lliures del Campionat de Catalunya de Veterans amb un temps de 19:00.03. El 2008 fou la primera classificada en tres curses populars: la Cursa Delta Prat, amb un temps de 39:38 (triomf que revalidaria el 2009 en El Prat de Llobregat), la Cursa de Parets del Vallès, amb 41:00, i la Cursa Festa Major de Matadepera, amb 41:04. El 2008 guanyà els 3000 metres del Campionat de Catalunya de Veterans en Pista Coberta de Vilafranca del Penedès, amb un temps de 10:59.15. El 2014 fa podi en les proves a l'aire lliure de 3000 metres del 2n Meeting Atletisme Veterans celebrat a Sant Celoni, amb un temps de 12:03.94, i de 5000 metres al Campionat Catalunya Veterans Individual de Mollet del Vallès, amb una marca de 20:43.04.
Millors marques
| Disciplina             | Temps     | Club                    | Data                   | Lloc                        |
| ---------------------- | --------- | ----------------------- | ---------------------- | --------------------------- |
| 5.000 metres llisos    | 17’24”86  | Club Atletisme Sant Boi | 20 de juny de 2001     | Estadi Serrahima, Barcelona |
| 10.000 metres llisos   | 35’41”44  | Club Atletisme Sant Boi | 8 de juliol de 2000    | Barakaldo                   |
| 10 quilòmetres en Ruta | 38’28”    | Girona CB-CAP           | 31 de desembre de 2007 | Barcelona                   |
| Mitja marató           | 1h 19’07” | Club Atletisme Sant Boi | 25 de febrer de 2001   | Riba-roja de Túria          |